# Thagria diversa
Thagria diversa är en insektsart som beskrevs av Walker 1870. Thagria diversa ingår i släktet Thagria och familjen dvärgstritar. Inga underarter finns listade i Catalogue of Life.